# Julia Riera
Julia Riera (Pergamino, 29 de mayo de 2002) es una tenista argentina.
Ha ganado 7 títulos individuales ITF: 2 W15 en Antalya, 1 W25 en Trieste, 2 W25 en Guayaquil, 1 W75 en Chiasso y 1 W100 en Wiesbaden. Además, ganó 1 WTA 125 en dobles, el Challenger de Montevideo junto a María Lourdes Carlé; y 4 títulos ITF, el W25 de Sopó, junto a su compatriota Guillermina Naya; el W80 de Brasilia, el W50 de Pilar, estos dos últimos junto a la brasileña Carolina Alves, y el W35 de Pergamino, junto a su compatriota Martina Capurro Taborda.
Riera compite por Argentina en la Copa Billie Jean King desde 2022, donde tiene un récord de victorias y derrotas de 12-1.

## Trayectoria

### Inicios
Comenzó a jugar al tenis a los siete años en Gimnasia y Esgrima de Pergamino. A los nueve pasó a Viajantes de Pergamino, donde comenzó a ser entrenada por Emilio Palena.
En 2016 comenzó a viajar al CeNARD y finalizó el año participando en el Orange Bowl sub-14.
En 2017 y 2018 representó a Vélez Sarsfield en los interclubes de la AAT.
En 2019 pasó a representar a River Plate en los interclubes y, con un récord de 5-1, fue finalista.

### 2021
Obtuvo sus dos primeros títulos profesionales en Antalya, Turquía, ganando dos W15 en semanas consecutivas.

### 2022
Debutó en la Copa Billie Jean King, representando a Argentina en las clasificatorias, haciendo pareja de dobles junto a Jazmín Ortenzi.
El 3 de septiembre de 2022 obtuvo su primer título W25 en Trieste al vencer 6-1 y 6-4 a la tenista rumana Oana Georgeta Simion.

### 2023
Volvió a participar de la Copa Billie Jean King, pero esta vez como número 1 de Argentina en el Grupo I de la zona americana. Lideró a su equipo con victorias en los seis partidos que disputó (cinco en individuales y uno en dobles) para ganar las cinco series y obtener la clasificación a los playoffs. Esa actuación le valió obtener el Heart Award (Premio Corazón) de la Copa Billie Jean King.
En abril, obtuvo los dos torneos W25 que se disputaron en Guayaquil, lo que le permitió entrar por primera vez al top 200.
En mayo debuta por primera vez en un torneo WTA en Rabat, Marruecos, venciendo en primera ronda a Kristina Mladenovic por 6-3 y 6-0, y luego en segunda ronda a Mayar Sherif por 7-5 y 7-5. Luego de su mejor victoria, el 25 de mayo accede a las semifinales del WTA 250 Rabat, venciendo a Yulia Putintseva por 5-7, 6-4 y 6-2 antes de caer en semifinales ante Julia Grabher por 1-6, 6-3 y 6-7, en lo que fue una semana inolvidable. La última semifinal WTA argentina había sido en Chennai 2022 con Nadia Podoroska.
Participó de los Juegos Panamericanos donde obtuvo dos medallas de bronce, una en individuales y otra en dobles junto a Lourdes Carlé.

## WTA 125s (1; 0+1)

### Dobles (1-1)

#### Títulos (1)
| N.º | Fecha                  | Torneo     | Superficie    | Pareja              | Oponentes                       | Resultado   |
| --- | ---------------------- | ---------- | ------------- | ------------------- | ------------------------------- | ----------- |
| 1.  | 9 de diciembre de 2023 | Montevideo | Tierra batida | María Lourdes Carlé | Freya Christie Yuliana Lizarazo | 7-6(5), 7-5 |

#### Finales (1)
| N.º | Fecha               | Torneo | Superficie    | Pareja              | Oponentes                       | Resultado |
| --- | ------------------- | ------ | ------------- | ------------------- | ------------------------------- | --------- |
| 1.  | 14 de julio de 2024 | Bastad | Tierra batida | María Lourdes Carlé | Peangtarn Plipuech Tsao Chia-yi | 5-7, 3-6  |

## Finales del Circuito ITF

### Individuales: 8 (7 títulos, 1 subcampeonato)
| Leyenda               |
| --------------------- |
| torneos de $100,000   |
| torneos de $75/80,000 |
| torneos de $50/60,000 |
| torneos de $25/35,000 |
| torneos de $15,000    |

| Finales por superficie |
| ---------------------- |
| Dura (0-0)             |
| Arcilla (7-1)          |
| Hierba (0-0)           |
| Alfombra (0-0)         |

| Resultado | G-P | Fecha                   | Torneo                  | Nivel   | Superficie | Rival               | Puntaje            |
| --------- | --- | ----------------------- | ----------------------- | ------- | ---------- | ------------------- | ------------------ |
| Victoria  | 1-0 | 31 de octubre de 2021   | ITF Antalya, Turquía    | 15,000  | Arcilla    | Rosa Vicens Mas     | 6-4, 5-7, 7-6(7-1) |
| Victoria  | 2-0 | 7 de noviembre de 2021  | ITF Antalya, Turquía    | 15,000  | Arcilla    | Tian Fangran        | 7-6(7-3), 6-1      |
| Derrota   | 2-1 | 14 de agosto de 2022    | ITF Koksijde, Bélgica   | 25,000  | Arcilla    | Marie Benoît        | 5-7, 3-6           |
| Victoria  | 3-1 | 4 de septiembre de 2022 | ITF Trieste, Italia     | 25,000  | Arcilla    | Oana Georgeta Simon | 6-1, 6-4           |
| Victoria  | 4-1 | 23 de abril de 2023     | ITF Guayaquil, Ecuador  | 25,000  | Arcilla    | Francesca Jones     | 6-2, 7-5           |
| Victoria  | 5-1 | 30 de abril de 2023     | ITF Guayaquil, Ecuador  | 25,000  | Arcilla    | Solana Sierra       | 6-4, 4-6, 6-4      |
| Victoria  | 6-1 | 21 de abril de 2024     | ITF Chiasso, Suiza      | 75,000  | Arcilla    | Anna Bondár         | 6-3, 7-6(7-2)      |
| Victoria  | 7-1 | 5 de mayo de 2024       | ITF Wiesbaden, Alemania | 100,000 | Arcilla    | Jule Niemeier       | 3-6, 6-3, 6-2      |

### Dobles: 4 (4 títulos)
| Resultado | G–P | Fecha              | Torneo                   | Nivel  | Superficie | Pareja                  | Oponentes                                    | Puntaje  |
| --------- | --- | ------------------ | ------------------------ | ------ | ---------- | ----------------------- | -------------------------------------------- | -------- |
| Victoria  | 1–0 | marzo de 2023      | ITF Sopó, Colombia       | 25.000 | Arcilla    | Guillermina Naya        | Victoria Hu Melany Solange Krywoj            | 7–5, 6–4 |
| Victoria  | 2–0 | agosto de 2023     | ITF Brasilia, Brasil     | 80.000 | Dura       | Carolina Alves          | Eden Silva Valeriya Strakhova                | 6–2, 6–3 |
| Victoria  | 3–0 | septiembre de 2024 | ITF Pilar, Argentina     | 50.000 | Arcilla    | Carolina Alves          | Nicole Fossa Huergo Zhibek Kulambayeva       | 6–4, 7–5 |
| Victoria  | 4–0 | agosto de 2025     | ITF Pergamino, Argentina | 35.000 | Arcilla    | Martina Capurro Taborda | Luisina Giovannini Marian Gómez Pezuela Cano | 6–4, 6–2 |